# Tracy Fraim
Tracy Fraim is een Amerikaanse acteur, scenarioschrijver en filmregisseur.

## Carrière
Fraim begon in 1988 met acteren in de televisieserie Houston Knights. Hierna heeft hij nog meerdere rollen gespeeld in televisieseries en films zoals Beverly Hills, 90210 (1995), Melrose Place (1997-1998) en Desperate Housewives (2005-2010).
Fraim heeft ook twee films geregisseerd namelijk in 1997 de film Eating Las Vegas en in 2001 de film Dirt. De film Eating Las Vegas heeft hij ook mee geschreven, in 1997 heeft hij nog een film geschreven namelijk Best Men.
Fraim is ook actief onder de naam Trace Fraim.

## Filmografie[1]

### Films
Uitgezonderd korte films.
- 2020 Broken Vessels - als dr. Edwards
- 2005 Guns Before Butter – als Zoid
- 2001 Wanderlust – als Dennis
- 2001 Dirt – als Scooter
- 2001 Backroad Motel – als oudere Thug
- 1999 No Tomorrow – als Harry
- 1997 Best Men – als Cuervo
- 1997 George Wallace – als Gerald Wallace
- 1996 Love Always – als David Ritterman
- 1996 Fear – als Logan
- 1991 Dream Machine – als Koninklijke Clayton III
- 1991 Silent Night, Deadly Night 5: The Toy Maker – als Noah Adams
- 1990 Running Against Time – als ??
- 1990 Daughter of the Streets – als Mike

### Televisieseries
Uitgezonderd eenmalige gastrollen.
- 2005 – 2010 Desperate Housewives – als fotograaf – 2 afl.
- 1997 – 1998 Melrose Place – als Rob Matthews – 4 afl.
- 1995 Beverly Hills, 90210 – als Lenny Zeminski – 2 afl.
- 1994 Dr. Quinn, Medicine Woman – als Ronnie – 2 afl.
- 1989 Out of This World – als Erik – 2 afl.

### Computerspellen
- 2018 Red Dead Redemption II - als lokale bevolking